# 倒卵叶冬青
倒卵叶冬青（学名：Ilex maximowicziana）为冬青科冬青属的植物。分布在日本、台湾等地，常生于山地常绿阔叶林。